# 完美音调2
《歌喉讚2》（英語：Pitch Perfect 2）是伊莉莎白·班克絲首次执导、凱·卡農编剧的一部2015年美国音乐喜剧片，为2012年电影《歌喉讚》的续集。安娜·坎卓克、瑞貝爾·威爾森、布蘭妮·史諾、艾莉克西斯·納普、海莉·史坦菲德等人主演。2015年5月15日在美国和台湾上映。

## 劇情
比賽前三年，美麗女聲合唱團由貝卡在比賽曲目中導入混音效果，成功使得美麗女聲衛冕了三年的ICCA冠軍。他們獲得在總統生日會上表演的機會，然而在表演正精彩時負責表演女神降臨的胖艾美發生意外導致褲子撕裂，剛好沒穿內褲意外在表演中曝光，使得美麗女聲被處以暫停參加任何國內大學級別比賽的處分。阿卡貝拉委員會表示:如果他們贏得了阿卡貝拉的世界冠軍，就能解除處分。
大一新生艾蜜莉開始了大學生涯，希望能跟隨母親的腳步參加美麗女聲合唱團。在社團表演時她欣賞了了由貝卡男友傑西領銜的痞子幫的無伴奏表演。表演後傑西最好的朋友班吉遇見了艾蜜莉，並且對她一見鍾情。
美麗女聲了解到，德國的阿卡貝拉組合美聲機器(DSM)極有可能獲得世界冠軍。此外，貝卡開始在音樂工作室實習但並沒有告訴美麗女聲團員，只讓男友傑西知道。
艾蜜莉前往拜訪美麗女聲團員住的房子表達自己想加入，因為他們被禁止招募新成員、沒有舉辦徵選。當她唱出未完成的自創曲“Flashlight”後成功加入美麗女聲。
在ICCA獲獎者將要出席的車展上，美麗女聲想要探探敵情，了解來自德國的美聲機器但被他們嘲笑了一番。後來，美麗女聲被邀請參與阿卡貝拉對決，但在最後一輪時緊張的艾蜜莉試圖唱出“Flashlight”，卻因為原創歌曲不屬於題目類別而使美麗女聲輸給了DSM。
第二天的熱身表演中，美麗女聲再次出包，因為舞台意外使得辛西亞蘿絲的頭髮著火。為了重振團隊默契，克蘿伊將他們帶到前團長歐柏莉畢業後在森林中帶領的營隊中。
隔天，貝卡認為這些特訓對合唱團一點用都沒有，與克蘿伊大吵一架，卻意外踩到捕熊的陷阱。晚上大家圍在營火旁，唱了“Cups”（When I'm Gone）重拾默契，也分享了彼此對於畢業後的規劃。
恢復信心的貝卡在實習的工作室中讓艾蜜莉錄製“Flashlight”，而後將他們的歌給老闆試聽，老闆表示驚豔並期待與他們合作。
最後他們參加世界總決賽，傑西和班吉前往為他們加油。表演開頭與拍手節拍與混音曲目獲得不少掌聲，第二段他們唱了艾蜜莉的自創曲“Flashlight”，而過去的美麗女聲團員們站上舞台與他們一起合唱，一切彷彿回到原點，感動人心的人聲使得美麗女聲贏得冠軍，並解除了處分。畢業後的貝卡將團長的位置給了艾蜜莉，正式的歡迎艾蜜莉入團。

## 演員與角色

### 主角
美麗女聲合唱團：
- 安娜·坎卓克 饰 貝卡·米切爾(Beca Mitchell)，「美麗女聲」現任團長。是美麗女聲的主唱,負責編排及混音歌曲,目前在一家錄音室擔任實習生,希望未來能成為一位音樂製作人。
- 瑞貝爾·威爾森 饰 派翠西亞·「胖艾美」·霍巴特(Patricia "Fat Amy" Hobart)，美麗女聲歌唱團團員，為隊中最胖的團員。為美麗女聲的主唱,個性古怪放蕩不羈，常迸出不合理的行為或是做出好笑的事。現在是貝卡最好的朋友。
- 布蘭妮·史諾 饰 克蘿伊·比爾(Chloe Beale)，美麗女聲歌唱團副團長，本來應該要畢業，但為了留在美麗女聲故意讓自己俄國文學被當掉三次而延畢。為美麗女聲的主唱,是團員中肢體最好的,負責每次表演的舞蹈編排。
- 伊斯特·迪恩（英语：Ester Dean） 饰 辛西亞-蘿絲·亞當斯(Cynthia-Rose Adams)，美麗女聲歌唱團現任團員，是位黑人女同性戀。為美麗女聲的主唱及rapper,計畫在畢業後到緬因州結婚。
- 艾莉克西斯·納普 饰 史黛西·康拉德(Stacie Conrad)，美麗女聲歌唱團現任團員，擁有傻大姐性格，卻有著魔鬼身材，一舉一動都充滿誘惑，曾自白極度沉迷性行為。
- 哈娜·梅·李（英语：Hana Mae Lee） 飾 莉莉·奧娜高菈瑪菈(Lilly Onakurama)，美麗女聲歌唱團現任團員，說話聲音相當小聲，畢業後想要穿越時空旅行。
- 凱莉·潔柯 饰 潔西卡·史密斯(Jessica Smith)，美麗女聲歌唱團現任團員，和艾許莉相當要好，經常對人微笑。
- 雪莉·芮格娜 饰 艾許莉·瓊斯(Ashley Jones)，美麗女聲歌唱團現任團員，和潔西卡相當要好，分不清自己是艾許莉還是潔西卡。
- 海莉·史坦菲德 饰 艾蜜莉·匠克-哈登(Emily Junk-Hardon)，美麗女聲歌唱團新團員，大一新生，因母親多年前也是美麗女聲歌唱團的團員而推崇美麗女聲，主動要求加入。擁有寫歌的天賦，抒壓方式就是寫歌。
- 克莉希·菲特 飾 佛羅倫西亞·「小佛」·富恩特斯(Florencia "Flo" Fuentes)，美麗女聲歌唱團現任團員，來自中南美洲，剛拿到綠卡，似乎有段非常不堪回首的過去。
- 安娜·坎普 飾 歐柏莉·波森(Aubrey Posen)，美麗女聲歌唱團前團長，利用自身的控制欲成立事業，現任營隊經理。

### 配角
- 史蓋勒·奧斯丁 飾演 傑西·史旺森(Jesse Swanson), 「痞子幫」的團長以及貝卡的男友。
- 亞當·迪凡 飾演 邦普·艾倫(Bumper Allen)，胖艾咪的交往對象，原本是痞子幫的團長，上一集脫團替約翰·梅爾工作後，現在回到大學擔任保全，並加入另一個歌唱團Tone Hangers。
- 班·普拉特 飾 班傑明·「班吉」·阿普爾鮑姆(Benjamin "Benji" Applebaum)，痞子幫的團員，暗戀艾蜜莉。
- 布芮琪·約·夏森（英语：Birgitte Hjort Sørensen）  飾 珂美莎(Kommissar), 德國的阿卡貝拉歌唱團「美聲機器」(Das Sound Machine)的團長。
- 弗璐拉·博格（英语：Flula Borg） 飾 彼得·克萊默(Pieter Krämer), 德國的阿卡貝拉歌唱團「美聲機器」(Das Sound Machine) 副團長。
- 卡特夫·薩加爾（英语：Katey Sagal） 飾 凱瑟琳(Katherine Junk)，艾蜜莉的母親與前美麗女聲的團員。
- 基根-麥可·奇 飾 貝卡實習的音樂製作公司的老闆。
- 伊莉莎白·班克絲 飾 蓋兒·阿伯納西-麥卡登-費恩伯格(Gail Abernathy-McKadden-Feinberger)，阿卡貝拉比賽評論員同時也是阿卡貝拉協會的人。
- 約翰·邁克·希金斯 飾演 約翰·史密斯(John Smith),阿卡貝拉比賽評論員同時也是阿卡貝拉協會的人。
- 大衛·克羅斯 飾 阿卡貝拉鬥歌比賽的主持人，自稱是世界上最狂熱的阿卡貝拉粉絲。
- Reggie Watts（英语：Reggie Watts） 飾 Tone Hanger的團員。
- 约翰·霍奇曼, 杰森·琼斯 飾 Tone Hanger的團員。
- 喬·洛·特魯格里奧 飾 Tone Hanger的團員。
- 凱樂・多諾胡（英语：Kether Donahue） 飾 Legacy Bellas 歌唱團團員。
- C.J. 佩里（英语：Lana (wrestling)） 飾 Legacy Bellas 歌唱團團員。
- 羅賓·羅伯茲（英语：Robin Roberts (newscaster)） 飾 Legacy Bellas 歌唱團團員。
- 孝恩·卡特·皮特森 飾 德克斯Dax，貝卡實習的音樂製作公司的另一位實習生同時也是老闆的姪子，常提些沒意義的意見。
- 亞當·列維 飾演 美國之聲評審#1
- 克莉絲汀·阿奎萊拉 飾演 美國之聲評審#2
- 菲瑞·威廉斯 飾演 美國之聲評審#3
- 布雷克・雪爾頓（英语：Blake Shelton） 飾演 美國之聲評審#4
- 史努比狗狗 飾演 自己
- 绿湾包装工 球員本人飾演，參與本部電影的球員包括：

- Clay Matthews
- David Bakhtiari
- 唐·巴克禮
- Josh Sitton
- T.J. 蘭
- Jordan Rodgers

- 五聲音階 (樂團) 飾演 加拿大隊
- Penn Masala（英语：Penn Masala） 飾演 印度隊
- The Filharmonic 飾演 菲律賓隊
- 巴拉克·歐巴馬 總統 客串飾演 自己
- 蜜雪兒·歐巴馬 總統夫人 客串飾演 自己

## 制作
影片于2014年5月21日在路易斯安那州巴吞鲁日路易斯安那州立大学开机拍摄。

## 音乐
Mark Mothersbaugh负责影片的配乐工作。电影原声带于2015年5月12日发行。
| 曲序     | 曲目 | 作曲                                                                            | 时长  |
| -------- | --- | ------------------------------------------------------------------------------- | ----- |
| 1.       | Universal Fanfare | 伊丽莎白·班克斯, 約翰·邁克·希金斯                                               | 0:33  |
| 2.       | Kennedy Center Performance (We Got the World/Timber/美丽的阿美利加/愛情破壞球) | The Barden Bellas                                                               | 2:27  |
| 3.       | Lollipop | The Treblemakers                                                                | 2:43  |
| 4.       | Car Show (Uprising/Tsunami) | Das Sound Machine                                                               | 1:47  |
| 5.       | Winter Wonderland/Here Comes Santa Claus | 史努比狗狗, 安娜·姬妲妮                                                         | 3:04  |
| 6.       | Riff Off (Thong Song/(Shake, Shake, Shake) Shake Your Booty/Low/Bootylicious/Baby Got Back/Live Like You Were Dying/Before He Cheats/A Thousand Miles/We are never ever getting back together/What's Love Got to Do with It/This Is How We Do It/Doo Wop (That Thing)/Poison/Scenario/Insane in the Brain) | Das Sound Machine, Tone Hanger, The Barden Bellas, 绿湾包装工, The Treblemakers | 4:24  |
| 7.       | Jump | Das Sound Machine, Tone Hanger, The Treblemakers, Green Bay Packers             | 1:16  |
| 8.       | Convention Performance (Promises/Problem) | The Barden Bellas                                                               | 1:41  |
| 9.       | Back to Basics (Boogie Woogie Bugle Boy/You Can't Hurry Love/Lady Marmalade/MMMBop/My Lovin' (You're Never Gonna Get It)) | The Barden Bellas                                                               | 1:30  |
| 10.      | 杯子歌 | The Barden Bellas                                                               | 0:45  |
| 11.      | We Belong | 瑞贝尔·威尔森, 亞當·迪凡                                                        | 3:34  |
| 12.      | Any Way You Want It (World Championship Medley) | 五聲音階 (樂團), Filharmonic, The Cantasticos, The Singboks, Penn Masala        | 1:56  |
| 13.      | World Championship Finale 1 (My Songs Know What You Did in the Dark (Light Em Up)/All I Do Is Win) | Das Sound Machine                                                               | 2:01  |
| 14.      | World Championship Finale 2 (Run the World (Girls)/Where Them Girls At/Lady Marmalade/We Belong/Timber/Flashlight) | The Barden Bellas                                                               | 4:16  |
| 15.      | 完美音调2 | Ester Dean                                                                      | 3:39  |
| 16.      | Pitch Perfect 2 End Credit Medley | Mark Mothersbaugh                                                               | 3:00  |
| 17.      | Flashlight | 洁西·J                                                                          | 3:29  |
| 18.      | All of Me (Bumper's Audition) | Adam Devine                                                                     | 1:27  |
| 总时长： | 总时长： | 总时长：                                                                        | 43:32 |

Charts
| Chart (2015)                           | Peak position |
| -------------------------------------- | ------------- |
| 澳大利亞（ARIA專輯榜）                 | 3             |
| New Zealand Albums (Recorded Music NZ) | 10            |

## 发行

### 專業評價
爛番茄新鮮度66%，基於187條評論，平均分為6/10，而在Metacritic上39家媒体综评63分，IMDB上得6.5分，获得大多好评。《好莱坞报道者》：“前作《完美音调》恰如其分的展现了音乐表演，校园狂欢和时髦的姐妹情，而这部续集重新混合了这些元素，而且显得更加聪明和讨巧。”《今日美国》：“尽管影片不如前作那么有趣，但依旧是一部合格的续集。”

### 票房
北美方面，首周末获得7030万美元，力压《疯狂的麦克斯：狂暴之路》的4444万成为周末冠军，女性观众占比近八成，62%的观众在25岁以下。次周末收3030万次于《明日世界》居亚军。第三周末收1438万蝉联亚军。
台灣方面，首週三天票房為新台幣4650萬元；次週票房累計至新台幣9500萬元；第三週票房累計至新台幣1.18億元；第四週票房累計至新台幣1.29億元。
| 上一届： 《復仇者聯盟2：奧創紀元》 | 2015年美國週末票房冠軍 第21周 | 下一届： 《明日世界》 |
| 上一届： 《復仇者聯盟2：奧創紀元》 | 2015年台北週末票房冠軍 第20周 | 下一届： 《麻辣賤諜》 |